# Blackburn Nunatak
Il Blackburn Nunatak (in lingua inglese: Nunatak Blackburn) è uno sporgente nunatak, o picco roccioso isolato, alto 965 m, che delimita l'estremità settentrionale dei Rambo Nunataks, che fanno parte dei Monti Pensacola in Antartide. 
Il nunatak è stato mappato dall'United States Geological Survey (USGS) sulla base di rilevazioni e foto aeree scattate dalla U.S. Navy nel periodo 1956-66.
La denominazione è stata assegnata dall'Advisory Committee on Antarctic Names (US-ACAN) in onore di Archie B. Blackburn, luogotenente della U.S. Navy,  ufficiale responsabile della Stazione Plateau nell'inverno del 1967.